# Francisco de Aguilar (Konquistador)
Francisco de Aguilar (geb. 1479; gest. 1571?) war ein spanischer Konquistador und Chronist. Er war ein Ordensbruder der Dominikaner und einer der ersten Eroberer, die mit Hernán Cortés in das Land Mexiko zogen. Er ist Verfasser des Werkes Relación breve de la conquista de la Nueva España (Kurzer Bericht über die Eroberung von Neuspanien), das er laut dem einleitenden Text des Autors im hohen Alter („auf Bitten und Drängen einiger Ordensleute“) schrieb.

## Relación breve de la conquista de la Nueva España
Sein Bericht beginnt mit den Worten:

«Fray Francisco de Aguilar, fraile profeso de la orden de los predicadores, conquistador de los primeros que pasaron con Hernando Cortés a esta tierra, y de más de ochenta años cuando esto escribió a ruego e importunación deciertos religiosos que se lo rogaron diciendo que, pues que estaba ya al cabode la vida, les dejase escrito lo que en la conquista de esta Nueva España había pasado, y cómo se había conquistado y tomado, lo cual dijo comotestigo de vista y con brevedad sin andar por ambages y circunloquios, y sipor ventura el estilo y modo de decir no fuere tan sabroso ni diere tantocontento al lector cuanto yo quisiera, contentarle a lo menos y darle a gustola verdad de lo que hay acerca de este negocio, la cual, como principal fin yscopo, pienso  siempre  que  lo  que  aquí  tocare  llevar  por  delante,  e iréponiendo lo que pasó en la toma de esta tierra por las jornadas que viniendoa su conquista veníamos haciendo.»

„Fray Francisco de Aguilar, Ordensbruder des Predigerordens, einer der ersten Eroberer, die mit Hernando Cortés in dieses Land zogen, und über achtzig Jahre alt, als er dies auf Bitten und Drängen einiger Ordensleute schrieb, die ihn baten, da er schon am Ende seines Lebens sei, solle er ihnen aufschreiben, was bei der Eroberung dieses Neuspaniens geschehen sei und wie es erobert und eingenommen worden sei, was er als ein Zeugnis der Sicht und mit Kürze ohne Zweideutigkeiten und Umschweife sagte, und wenn vielleicht der Stil und die Art zu sprechen nicht so geschmackvoll waren und dem Leser nicht so viel Befriedigung verschafften, wie ich es mir wünschte, so doch wenigstens, um ihn zu befriedigen und ihm die Wahrheit dessen zu schmecken zu geben, was es mit dieser Angelegenheit auf sich hat, von der ich immer denke, dass sie als Hauptzweck und -umfang vorgebracht werden wird, und ich werde fortfahren, das darzulegen, was bei der Einnahme dieses Landes durch die Reisen geschah, die wir machten, um zu seiner Eroberung zu gelangen.“

1954 gab Federico Gómez de Orozco (1891–1962) eine Ausgabe in Auftrag, die eine Studie von Pater Mariano Gutiérrez und einen von Agustín Dávila Padilla verfassten Abschnitt über das Leben des Autors enthielt. Gómez de Orozco selbst bezeichnet seine Ausgabe als die vierte (die erste in den Anales del Museo Nacional de México, 1. Epoche, 1903, von Luis González Obregón; die zweite im Suplemento de Letras, von Alfonso Teja Zabre, 1937; und die dritte, mit dem Titel "Historia de la Nueva España", von demselben Mann in Ediciones Botas, 1938).
Eine moderne englische Übersetzung von Aguilars Chronik ist in The Conquistadors: First-Person Accounts of the Conquest of Mexico enthalten.

## Verschiedenes
Bernal Díaz del Castillo beschreibt Francisco de Aguilar in seinem Werk Historia verdadera de la conquista de la Nueva España als einen reichen Mann, der alles verkaufte, um Dominikanermönch zu werden. Francisco de Aguilar litt in seinen letzten Lebensjahren an einer Krankheit, konnte aber sein Werk Relación breve de la conquista de la Nueva España fertigstellen, das zusammen mit anderen Manuskripten in der Königlichen Bibliothek von San Lorenzo de El Escorial aufbewahrt wird.